# Marieholm, Eslövs kommun
För andra betydelser, se Marieholm.
Marieholm är en tätort i Eslövs kommun i Skåne län, omkring tio kilometer väster om centralorten Eslöv.

## Historik
Ursprungligen hette orten Sibbarp, men bytte namn till det nuvarande 1805, då storbonden Fredrik Holms efternamn och hans hustrus förnamn Maria (Segerström) fick bilda det nya namnet Marieholm. Samhället började växa när Eslövs-Landskrona järnväg invigdes 1865 med en station i Marieholm. År 1898 grundades textilfabriken Marieholms Yllefabriks AB. Även en korvfabrik har varit en betydande arbetsplats i Marieholm.
År 1865 köpte fabrikör Magnus Sundelius (1825-1902) Marieholmsgården. Han startade ett färgeri intill Saxån. Sundelius park är uppkallad efter Maria Sundelius.

### Marieholm på 1930-talet

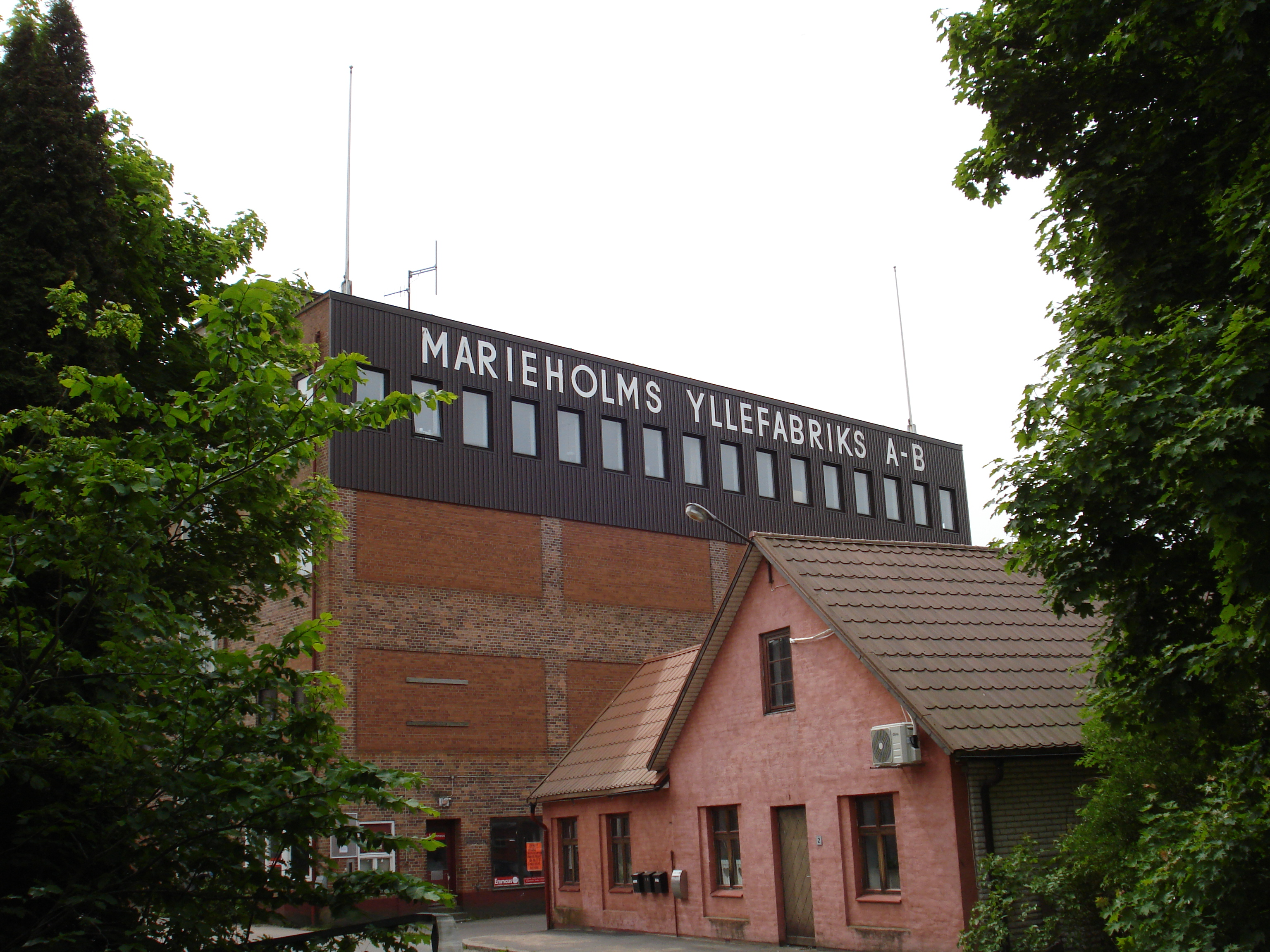

När Marieholms Yllefabrik på 1930-talet hade som flest anställda, något mer än 300, var Marieholm ett blomstrande industrisamhälle med cirka 1 200 invånare. Inte bara yllefabriken skapade nya arbetsplatser, utan även Åkarps gästgivaregård, mejeriet och Marieholms tegelbruk samt ett stort antal affärsidkare och små hantverksfirmor. Man kunde då i Marieholm köpa det mesta i fem välsorterade speceriaffärer, i en pappersaffär, en el-affär, två blomsteraffärer, två charkuteributiker, hos en fiskhandlare, i två sybehörs- och tygaffärer, tre bagerier, en järnhandel som även sålde stenkol, koks och ved, två smedjor, en skoaffär, en trävaruhandel och en uraffär med tillhörande urmakeri. Till god hjälp var ett stort antal skickliga hantverkare, yrkes-män/kvinnor, såsom barnmorska, sjuksköterska, skräddare, dam- och herrfrisörer, snickare, murare, sadelmakare, skomakare, toffelmakare, bilreparatörer, cykelreparatörer, smeder, hovslagare, byggmästare, elektriker, målare, tapetserare, urmakare etc. Bland övriga verksamheter som bidrog till sysselsättningen kan nämnas telefonstationen, taxi, ambulanstjänsten, biografen, banken, postkontoret, järnvägsstationen, biblioteket m.fl. Varje dag levererade bönderna cirka 22 000 kg sötmjölk till mejeriet som utvecklades till det tredje största i Skåne. Hundratalet hästvagnar lastade med mjölkkannor kantade vägen dit. För upprätthållande av ordningen i orten fanns en respekterad polismästare. En tingsvaktmästare utförde förberedande arbeten i Tingshuset. Med juridiska problem fick man hjälp av en sakförare. Även för nöjen, underhållning, sport och fritid var det väl sörjt. Sålunda fanns ett Folkets hus för fackliga sammankomster och där man under veckoslutet kunde ta sig en sväng på den välbesökta dansbanan. I Samlingshemmets biograflokal visades varje vecka en ny film och i inte mindre än fem caféer kunde man till en kopp kaffe njuta av trevligt sällskap. För ungdomen fanns bl.a. idrottsplats, skytteförening, brottareklubb, och scoutkår. I föreläsningsföreningen inhämtade både gammal och ung kunskaper på de mest skilda områden, och vid högtidliga tillfällen spelade ortens blåsorkester upp på platsen framför järnvägsstationen. Där Saxån flyter genom Marieholm fanns ett par bredare och djupare ställen, så kallade "hölar" där det under sommartid rådde ett livligt badliv. I ån fanns gott om begärliga kräftor och man kunde där även fånga ål och fiska upp en och annan gädda. En stolthet för det lilla samhället var dess välutrustade frivilliga brandkår som under sina många utryckningar under årens lopp räddade stora värden och förhindrade hotande katastrofer.

### Administrativ historik
Marieholm är beläget i Reslövs socken och ingick efter kommunreformen 1862 i Reslövs landskommun. I denna inrättades för orten 26 mars 1915 Marieholms municipalsamhälle. Denna överfördes 1952 med landskommunen till Marieholms landskommun där municipalsamhället upplöstes vid utgången av 1960. Orten ingår sedan 1971 i Eslövs kommun.

### Befolkningsutveckling
| Befolkningsutvecklingen i Marieholm 1960–2020 | Befolkningsutvecklingen i Marieholm 1960–2020 | Befolkningsutvecklingen i Marieholm 1960–2020 | Befolkningsutvecklingen i Marieholm 1960–2020 | Befolkningsutvecklingen i Marieholm 1960–2020 |
| --------------------------------------------- | --------------------------------------------- | --------------------------------------------- | --------------------------------------------- | --------------------------------------------- |
|                                               |                                               |                                               |                                               |                                               |
| År                                            |                                               |                                               | Folkmängd                                     | Areal (ha)                                    |
| 1960                                          | 1960                                          |                                               | 1 160                                         |                                               |
| 1965                                          | 1965                                          |                                               | 1 393                                         |                                               |
| 1970                                          | 1970                                          |                                               | 1 558                                         |                                               |
| 1975                                          | 1975                                          |                                               | 1 557                                         |                                               |
| 1980                                          | 1980                                          |                                               | 1 528                                         |                                               |
| 1990                                          | 1990                                          |                                               | 1 498                                         | 123                                           |
| 1995                                          | 1995                                          |                                               | 1 485                                         | 124                                           |
| 2000                                          | 2000                                          |                                               | 1 448                                         | 125                                           |
| 2005                                          | 2005                                          |                                               | 1 578                                         | 125                                           |
| 2010                                          | 2010                                          |                                               | 1 598                                         | 127                                           |
| 2015                                          | 2015                                          |                                               | 1 604                                         | 138                                           |
| 2020                                          | 2020                                          |                                               | 1 741                                         | 144                                           |
|                                               |                                               |                                               |                                               |                                               |

### Handel

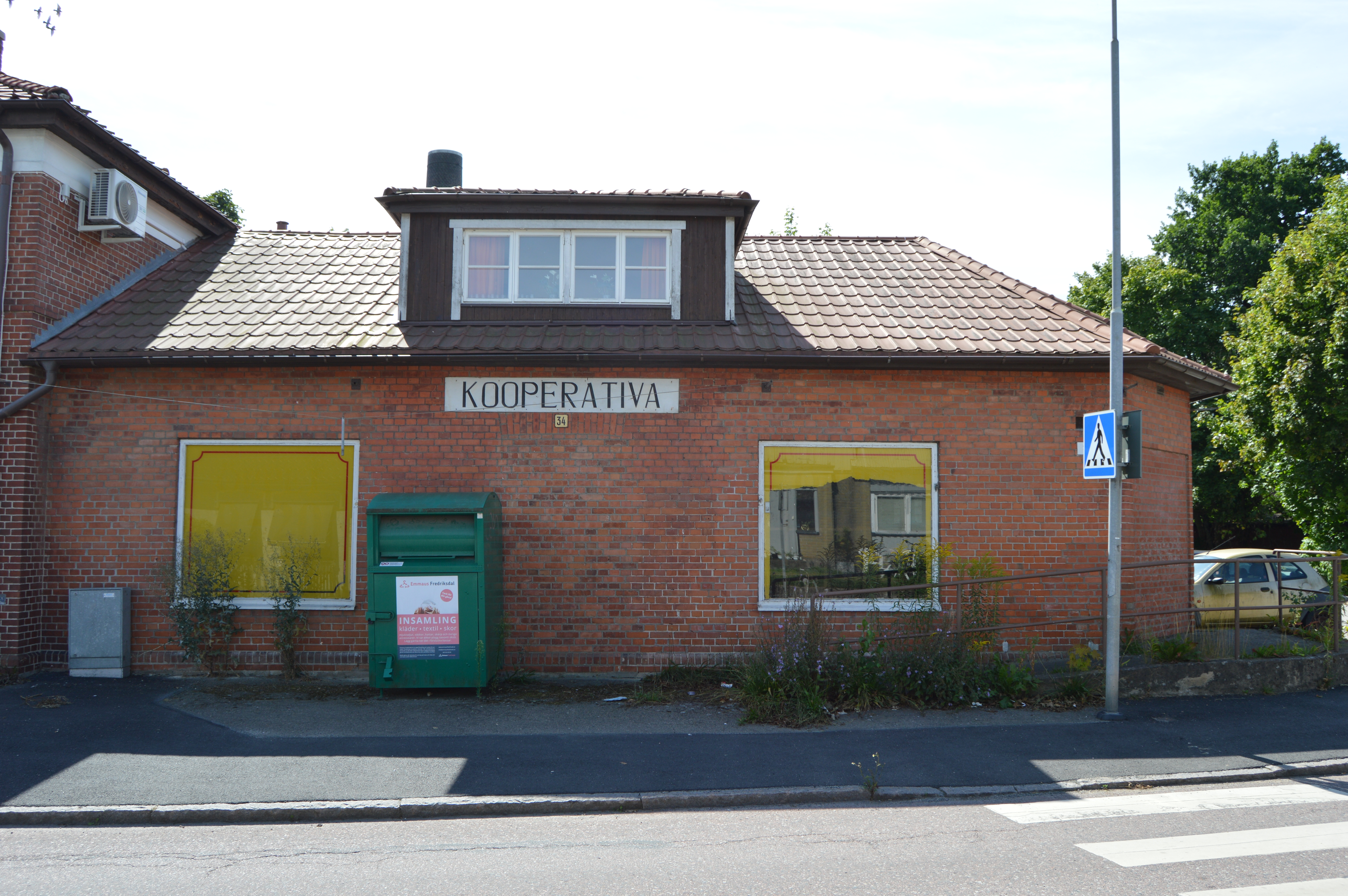
Före detta Kooperativa i Marieholm.

Marieholm har en matbutik, Ica-butiken Mathuset. Butikens rörelse sträcker sig till 1900-talets början, men flyttade till en ny mathall år 1980.
Orten hade tidigare en Konsumbutik som drevs av Teckomatorps kooperativa förening i Teckomatorp. Den öppnade våren 1923. Efter en tid med bristande lönsamhet och ett misslyckat försök att fusionera med Konsum Mellanskåne lades butiken ner den 1 december 1990 och föreningen upplöstes.

### Bankväsende

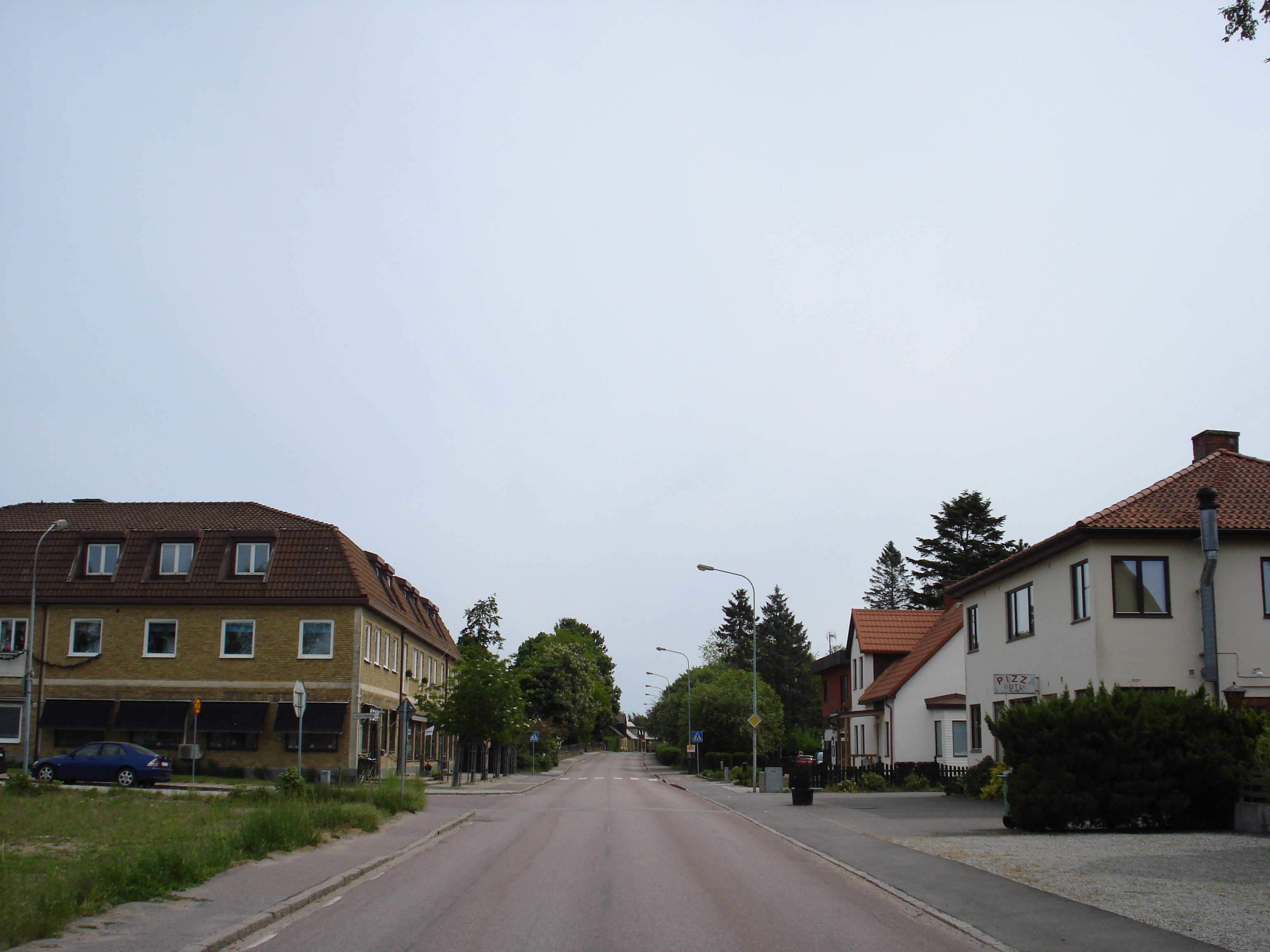
Gata i centrala Marieholm, bankhuset till vänster.

Onsjö härads sparbank grundades 1861 på Trollenäs och flyttade 1890 sitt huvudkontor till Marieholm. Huvudkontoret fanns kvar där fram till 1965 när Onsjö härads sparbank gick ihop med Eslövs sparbank för att bilda Eslöv-Onsjö sparbank, varpå kontoret i Marieholm blev en filial. År 1995 lade Sparbanken Finn ner sparbankskontoret i Marieholm.
Färs och Frosta sparbank gjorde ett försök att etablera ett kontor i Marieholm hösten 1998. Kontoret kunde dock inte uppnå tillräcklig volym, varpå servicenivån minskades betydligt. Kontoret lades ner 2003.
Svenska handelsbanken fick tillstånd att öppna kontor i Marieholm år 1926, men det fanns inte kvar senare under 1900-talet.

## Samhället
Marieholm är sammanbyggd med kyrkbyn Reslöv och ligger långsträckt parallellt med riksväg 17, vilken fram till 2007 passerade genom hela tätorten. 2007 invigdes en förbifart för att avlasta från genomfartstrafik. Länsväg 108 passerar Marieholm i nord-sydlig riktning. Rååbanan passerar genom samhället och persontrafik med Pågatågen återinfördes i december 2016.